# Episodi di Counterpart (prima stagione)
La prima stagione della serie televisiva Counterpart, composta da 10 episodi, è stata trasmessa negli Stati Uniti su Starz dal 10 dicembre 2017 al 1º aprile 2018.
In Italia è inedita.
| n° | Titolo originale                 | Titolo italiano | Prima TV USA     | Prima TV Italia |
| -- | -------------------------------- | --------------- | ---------------- | --------------- |
| 1  | The Crossing                     |                 | 10 dicembre 2017 |                 |
| 2  | Birds of a Feather               |                 | 28 gennaio 2018  |                 |
| 3  | The Lost Art of Diplomacy        |                 | 4 febbraio 2018  |                 |
| 4  | Both Sides Now                   |                 | 11 febbraio 2018 |                 |
| 5  | Shaking the Tree                 |                 | 18 febbraio 2018 |                 |
| 6  | Act Like You've Been Here Before |                 | 25 febbraio 2018 |                 |
| 7  | The Sincerest Form of Flattery   |                 | 4 marzo 2018     |                 |
| 8  | Love the Lie                     |                 | 11 marzo 2018    |                 |
| 9  | No Man's Land, Part One          |                 | 18 marzo 2018    |                 |
| 10 | No Man's Land, Part Two          |                 | 1º aprile 2018   |                 |